# Schismatoclada aurantiaca
Schismatoclada aurantiaca är en måreväxtart som beskrevs av Anne-Marie Homolle. Schismatoclada aurantiaca ingår i släktet Schismatoclada och familjen måreväxter. Inga underarter finns listade i Catalogue of Life.